# Bagata
Bagata (en georgiano: ბაგატა; en osetio: Багатæ) es un pueblo que pertenece a la parcialmente reconocida República de Osetia del Sur, parte del distrito de Tsjinval, aunque de iure pertenece al municipio de Kurta de la región de Iberia Interior de Georgia.

## Geografía
Bagata se encuentra en la llanura de Shida Kartli, a 7 km de Tsjinvali. La aldea se administra desde el pueblo de Jetagúrovi. 

## Historia
De 1922 a 1990, formó parte del distrito de Tsjinval del óblast autónomo de Osetia del Sur. De 1990 a 2006, formó parte del raión de Kareli y, desde 2006, forma parte del municipio de Kurta. 

## Demografía
La evolución demográfica de Bagata entre 1959 y 1989 fue la siguiente:
| 21                                                       | 8 | 7 | 8 |
| (Fuente: Population of South Ossetia since Soviet times) |   |   |   |

Según el censo soviético de 1959, la mayoría de la población local eran osetios.